# Sława Orłowska-Czerwińska

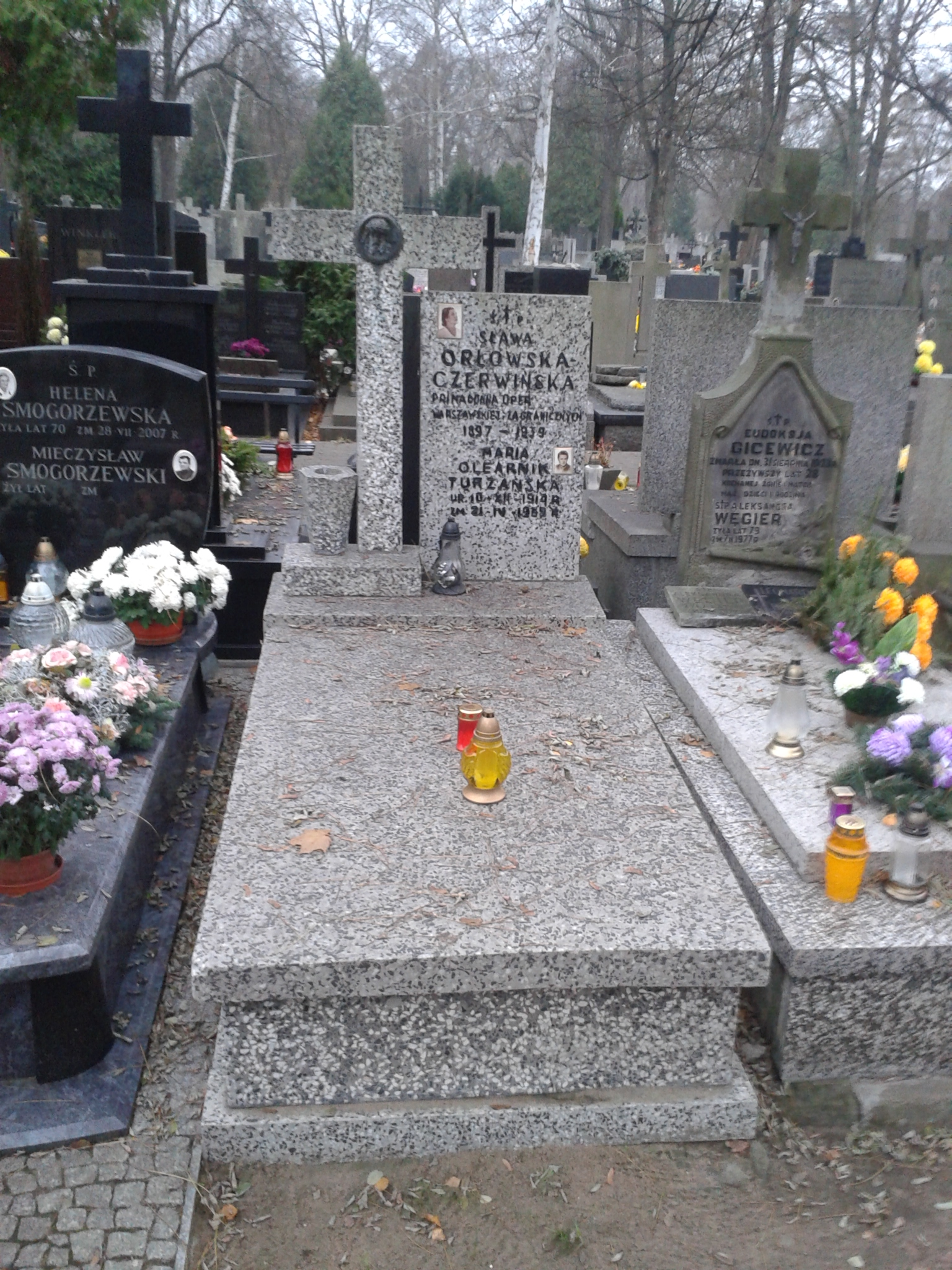
Grób Sławy Orłowskiej-Czerwińskiej na cmentarzu Bródnowskim

Sława Orłowska-Czerwińska, właśc. Stanisława Gołuch (ur. 1897 w Warszawie, zm. 6 lipca 1939 tamże) – polska śpiewaczka operowa, sopran.

## Życiorys
Pochodziła z warszawskich rodziny robotniczej Jakuba i Marii z Rabczyńskich. Pomimo że urodziła się w 1897, we wszystkich dokumentach podawała jako rok urodzenie 1913. Było to często praktykowane wśród gwiazd estrady i sceny, w przypadku Sławy Orłowskiej-Czerwińskiej prawdopodobnie sprawił to fakt, że debiutowała mając trzydzieści cztery lata. Wcześniej mając warunki głosowe pobierała naukę w krakowskiej szkole śpiewu operowego u Czesława Zaremby i Anieli Szlemińskiej. W 1931 zadebiutowała na scenie Operetki Warszawskiej, trzy lata później otrzymała angaż w Teatrze Wielkim. Przez dwa sezony wykonywała role drugoplanowe, 17 października 1936 zagrała rolę tytułową w Aidzie. W 1937 występowała gościnnie w Berlinie, a jesienią 1938 w Krakowie i Lwowie. W 1939 odbyła tournée po Europie odwiedzając Finlandię, Rumunię i Łotwę.
Zmarła nagle 6 lipca 1939, pochowana na cmentarzu Bródnowskim (kwatera 22A-V-25).